# Mohamed Ibrahim El-Sayed
Mohamed Ibrahim El-Sayed (16 de março de 1998) é um lutador de estilo greco-romana egípcio, medalhista olímpico.

## Carreira
El-Sayed esteve nos Jogos Olímpicos de Verão de 2020 em Tóquio, onde participou do confronto de peso leve, conquistando a medalha de bronze após derrotar o russo Artem Surkov.